# Biblia Kobiety

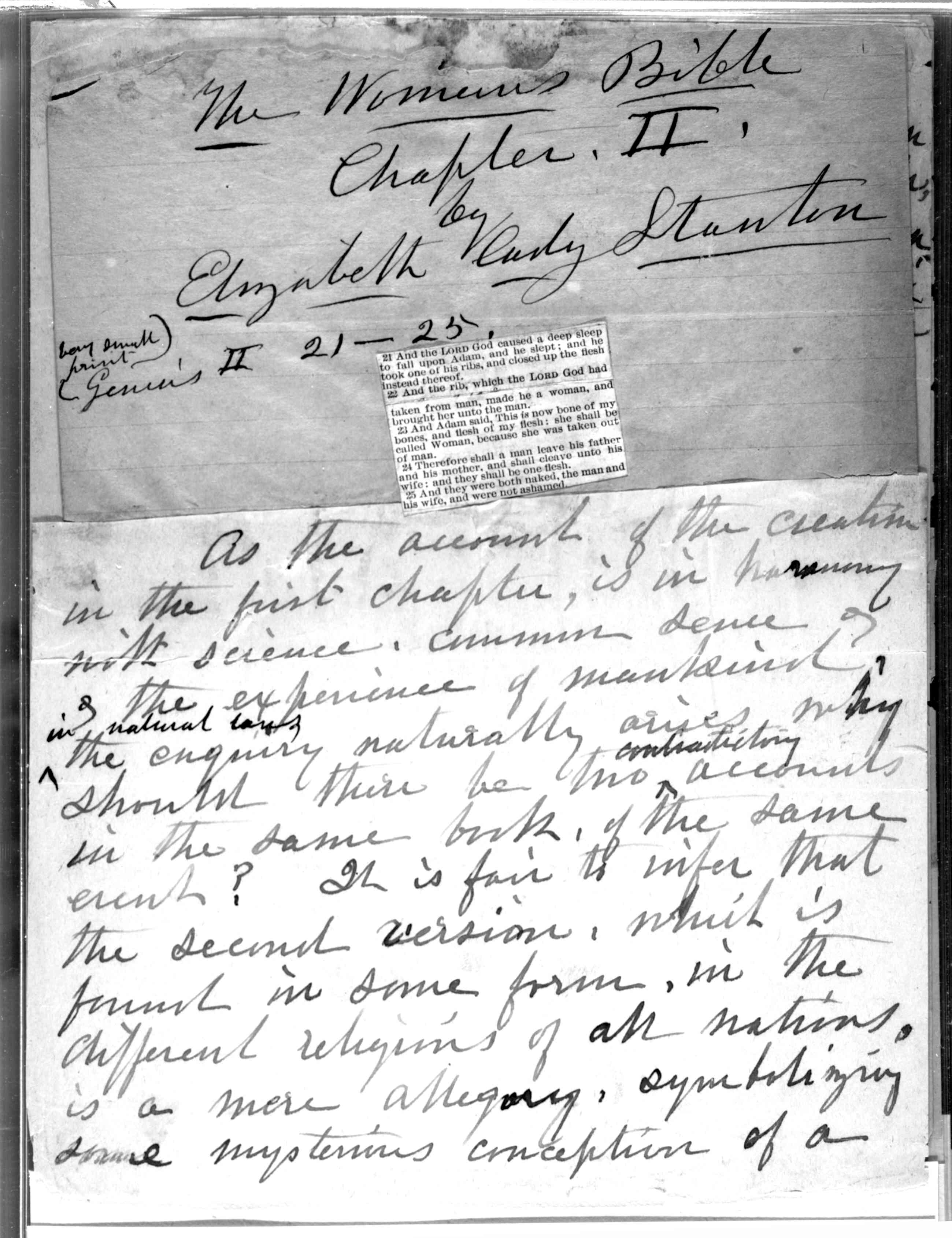
Fotografia jednej ze stron manuskryptu Biblia Kobiety

Biblia Kobiety – dwutomowa książka napisana przez Elizabeth Cady Stanton i 26 innych kobiet, opublikowana w 1895 i 1898 roku, by przeciwstawić się stanowisku fundamentalizmu religijnego, zgodnie z którym kobieta jest podległa mężczyźnie. Publikacja wywołała zarówno duże zainteresowanie, jak i kontrowersje.
Wiele feministek pracujących ze Stanton sprzeciwiało się publikacji Biblii Kobiety - uważały, że może to przeszkodzić w ich walce o prawa wyborcze. Biblia Kobiety stała się jednak bestsellerem. Susan B. Anthony chciała uspokoić nastroje wśród innych sufrażystek z National American Woman Suffrage Association, ale te wystąpiły z formalną krytyką książki i starały się zdystansować swój ruch od szerszej działalności Stanton, której elementem były ataki na tradycyjnie pojmowaną religię. Negatywny odbiór dzieła, powszechny również w środowisku bliskich Stanton sufrażystek, sprawił, że Stanton straciła wpływy w ruchu sufrażystek.

## Kontekst społeczno - polityczny
Na początku XIX wieku rzeczniczki i rzecznicy praw kobiet zaczęli gromadzić kontrargumenty wobec argumentów bazujących na tradycyjnych interpretacjach Biblii. Lucretia Mott stawiała czoło adwersarzom, którzy cytując Biblię chcieli pokazać jej gdzie jest jej miejsce, poprzez cytowanie innych ustępów Biblii lub podważanie tradycyjnych interpretacji tych fragmentów. W 1848 roku Mott napisała ''Dyskurs kobiety'' podejmujący temat Adama i Ewy oraz aktywności różnych kobiet, których postaci pojawiają się w Biblii i argumentowała, że Biblia wspiera prawo kobiet do otwartego mówienia o ich wierzeniach.
Niezależnie od Mott Lucy Stone stwierdziła, że interpretacje Biblii oparte na męskiej dominacji muszą być fałszywe - nauczyła się greki i hebrajskiego, zyskać wgląd we wcześniejsze przekłady Biblii, które, jak sądziła, były bardziej przyjazne równości kobiet.
W Nowym Jorku, z pomocą Mott, Elizabeth Cady Stanton w 1848 r. pomogła przygotować Deklarację Praw i Przywilejów i zawarła w niej dwie rezolucje, sprzeciwiające się męskiej uzurpacji religijnej, dotyczącej pozycji w kościele i wobec Boga. Do lat 50. XIX wieku Mott była już ekspertką w debatowaniu z mężczyznami, którzy odwoływali się do Biblii, by sprzeciwić się emancypacji kobiet. Podczas Narodowej Konwencji Praw Kobiet w 1852 i 1854 roku prowadziła polemiki z mężczyznami, którzy przybyli wyposażeniu w Biblię. Wielebny Henry Grew powiedział publiczności zgromadzonej na konwencji w 1854 roku, że Biblia dowodzi, iż mężczyźni są naturalnie lepsi od kobiet. Jego twierdzenia zostały punkt po punkcie odparte najpierw przez Hannah Tracy Cutler, a potem przez Mott, która rozpoczęła swą wypowiedź słowami: "To nie jest chrześcijaństwo, to jest księżownictwo poniżające kobietę do stanu, w jakim widzimy ją obecnie. Kościół i państwo zjednoczyły się i możemy bardzo wyraźnie to zobaczyć.